# Estonie aux Jeux olympiques
L'Estonie a participé pour la première fois aux Jeux olympiques d'été en 1920 malgré l'absence de comité olympique. Huit ans plus tard, l'Estonie participe pour la première fois à une édition hivernale. Le pays est présent aux Jeux jusqu'à son annexion par l'URSS en 1940. L'Estonie, redevenue indépendante en 1991, revient aux Jeux olympiques en 1992 et a toujours participé aux Jeux d'été ou d'hiver depuis cette date.

## Autorité de tutelle
Le comité olympique estonien a été créé en 1923. Il est reconnu par le Comité international olympique depuis 1991.

## Bilan général
Après 2016, l'Estonie totalise 44 médailles (14 médailles d'or, 11 médailles d'argent et 19 médailles de bronze) en 23 participations aux Jeux olympiques (12 fois aux Jeux d'été et 11 fois aux Jeux d'hiver). Le pays n'a jamais été organisateur des Jeux.

### Par année
C'est aux Jeux de 1936 à Berlin, que la moisson fut la meilleure avec 7 médailles (2 en or, 2 en argent et 3 en bronze).
| Année | Médaille d'or, Jeux olympiques | Médaille d'argent, Jeux olympiques | Médaille de bronze, Jeux olympiques | Total | Rang |
| 1920  | 1                              | 2                                  | 0                                   | 3     | 14e  |
| 1924  | 1                              | 1                                  | 4                                   | 6     | 17e  |
| 1928  | 2                              | 1                                  | 2                                   | 5     | 16e  |
| 1936  | 2                              | 2                                  | 3                                   | 7     | 13e  |
| 1992  | 1                              | 0                                  | 1                                   | 2     | 34e  |
| 1996  | 0                              | 0                                  | 0                                   | 0     | n.c  |
| 2000  | 1                              | 0                                  | 2                                   | 3     | 46e  |
| 2004  | 0                              | 1                                  | 2                                   | 3     | 64e  |
| 2008  | 1                              | 1                                  | 0                                   | 2     | 46e  |
| 2012  | 0                              | 1                                  | 1                                   | 2     | 63e  |
| 2016  | 0                              | 0                                  | 1                                   | 1     | 78e  |
| 2020  | 1                              | 0                                  | 1                                   | 2     | 59e  |
| Total | 10                             | 9                                  | 17                                  | 36    | 46e  |

| Année | Médaille d'or, Jeux olympiques | Médaille d'argent, Jeux olympiques | Médaille de bronze, Jeux olympiques | Total | Rang |
| 1928  | 0                              | 0                                  | 0                                   | 0     | n.c  |
| 1936  | 0                              | 0                                  | 0                                   | 0     | n.c  |
| 1992  | 0                              | 0                                  | 0                                   | 0     | n.c  |
| 1994  | 0                              | 0                                  | 0                                   | 0     | n.c  |
| 1998  | 0                              | 0                                  | 0                                   | 0     | n.c  |
| 2002  | 1                              | 1                                  | 1                                   | 3     | 17e  |
| 2006  | 3                              | 0                                  | 0                                   | 3     | 12e  |
| 2010  | 0                              | 1                                  | 0                                   | 1     | 25e  |
| 2014  | 0                              | 0                                  | 0                                   | 0     | n.c  |
| 2018  | 0                              | 0                                  | 0                                   | 0     | n.c  |
| 2022  | 0                              | 0                                  | 1                                   | 1     | 27e  |
| Total | 4                              | 2                                  | 2                                   | 8     | 24e  |